# Babx
 (décembre 2020).
Si vous disposez d'ouvrages ou d'articles de référence ou si vous connaissez des sites web de qualité traitant du thème abordé ici, merci de compléter l'article en donnant les références utiles à sa vérifiabilité et en les liant à la section « Notes et références ».
David Babin, alias Babx, né le 22 septembre 1981, est auteur-compositeur-interprète et producteur français. Il dirige le label discographique BisonBison.

## Biographie

### Formation
Né dans une famille d’artistes et de musiciens, David Babin démarre l’apprentissage du piano à l’âge de cinq ans.
À la suite d’une première approche de la scène comme membre de la troupe polyphonique « Glotte trotteurs », il compose sa première musique de spectacle à dix-sept ans pour un spectacle de la compagnie de L'Herbe tendre autour des textes de Roland Topor.
Au début des années 2000, il écrit ses premières chansons et donne ses premiers concerts. Il opte pour le pseudonyme « Babx », inspiré d’un mouvement éphémère imaginé par le plasticien Laurent Allaire.[réf. nécessaire]
Il croise la route de deux personnages qui l’accompagnent jusqu’à aujourd’hui dans l’essentiel de ses projets : l’ingénieur du son Jérôme Pouloin et le contrebassiste Sébastien Gastine. Avec eux, il crée Karbaoui Records, une maison de disque afin de donner vie aux idées musicales de l’équipe. De 2002 à 2005, ils enregistrent peu à peu ce qui deviendra le premier album de Babx.[réf. nécessaire]

### Carrière
Le premier album sort en 2006 chez Warner records. Dans la foulée, l’album est nommé aux Victoires de la musique dans la catégorie « Album révélation de l’année ». S'ensuivent une tournée de plus de dix-huit mois et un concert au Théâtre des Bouffes-du-Nord à Paris. Deux autres événements viennent ponctuer l’année 2006 : la reprise du studio Sofreson, qui devient le Studio Pigalle et sera désormais le lieu choisi par Babx et son équipe pour réaliser toutes leurs productions ; puis la réalisation d’un maxi de quelques titres pour une jeune chanteuse, Raphaëlle Lannadère dont le pseudonyme est L.[réf. nécessaire]
En 2008, il enregistre son deuxième album, Cristal Ballroom, avec la participation du guitariste new-yorkais Marc Ribot. Avec cet album, l'artiste fait des rencontres importantes : l’ingénieur du son américain Oz Fritz avec qui il entame une relation durable, et le photographe Harry Gruyaert (Magnum) dont l’une des photos orne la pochette de Cristal Ballroom.[réf. nécessaire] L'album sort en 2009, suivi d’une tournée au cours de laquelle se cristallise le groupe qui accompagne le chanteur sur scène (Frédéric Jean, Antoine Montgaudon et Grégory Dargent). Armel Hostiou réalise plusieurs clips de l'album et rejoint l’équipe du chanteur.[réf. nécessaire] La même année, il renoue avec la musique de spectacle, à l’occasion de la création de Noctiluque de la danseuse japonaise Kaori Ito au théâtre de Vidy de Lausanne.[réf. nécessaire]
En 2010, il réalise deux albums, l'album homonyme de Camélia Jordana et Initiale de la chanteuse L. Le premier sera un immense succès de l’année 2010 (disque de platine, nomination aux victoires), tandis que le second est disque d’or et unanimement considéré comme l’un des albums de l’année 2011[réf. nécessaire].[réf. nécessaire]
Sa collaboration avec Camélia Jordana se poursuit en 2011, lorsque lui et son groupe l’accompagnent en tournée.[réf. nécessaire]
La même année, il rejoint Thomas de Pourquery pour organiser le Brain Festival : un moment collectif de musique au bénéfice de la lutte contre les maladies neurodégénératives auquel participeront notamment Oxmo Puccino, Jacques Higelin, Poni Hoax, The Dø, Camélia Jordana et L.
En 2012, il rejoint le catalogue Cinq7 (Dominique A, Albin de la Simone, Bertrand Belin, Oxmo Puccino, The Dø) et y publie en 2013 son troisième album, Drones personnels.[réf. nécessaire] Cet album, à la tonalité plus électronique que les précédents, évoque les expérimentations de Laurie Anderson tout en restant fidèle à une forme organique. À l’occasion de l’enregistrement, il invite une nouvelle génération de musiciens à ses côtés, parmi lesquels Jeanne Added, Thomas de Pourquery, Arnaud Roulin (Poni Hoax) et Pamelia Kurstin.[réf. nécessaire]
À l’occasion du mixage de l’album aux États-Unis avec Oz Fritz, il rencontre les membres du Metropolis Ensemble et entame avec eux une collaboration artistique. Il compose ses premières pièces, inspirées de l’œuvre et de la vie de l’ingénieur et génie serbe Nikola Tesla.[réf. nécessaire]
À la sortie de l’album Drones personnels, plusieurs titres connaissent une belle carrière radio (Je ne t’ai jamais aimé, Naomi aime)[réf. nécessaire]. Une critique de Libération parle d'« un être drôle et grave (…) avec quelque chose qui vous scotche sur place ». La tournée qui suit la sortie se conclut sur un concert au 104.[réf. nécessaire]
En 2014, il produit le deuxième album de Camélia Jordana, Dans la peau. En octobre de la même année, la manifestation culturelle Nuit Blanche lui commande, à l’occasion de la réouverture du Musée Picasso, une performance mêlant musique et projections d’images. La performance est intitulée Tambors.[réf. nécessaire]
La même année, il crée sa maison de production indépendante, BisonBison, pour réaliser ses projets et ceux d’autres artistes. La première production du label Bison Bison est Cristal Automatique, un projet de mise en musique de textes de Charles Baudelaire, Arthur Rimbaud, Jean Genet, Tom Waits ou Gaston Miron notamment (projet aux Correspondances de Manosque, dès 2009).[réf. nécessaire]
Cristal Automatique sort le 22 avril 2015 sous forme d’objet numéroté tiré à 350 exemplaires avec des illustrations de Laurent Hilaire. La version digipack est commercialisée le 22 juin et distribuée par L’Autre Distribution.[réf. nécessaire]
Deuxième album produit sous son label, Ascensions sort en 2017, le morceau en trois parties Omaya est dédié à Omaya Al-Jbara, il est accompagné par Archie Shepp et Dorothée Munyaneza. Ce même morceau fait l'objet d'un vinyle 45 tours produit par Radio France.
En 2023, il sort un album instrumental intitulé Une maison avec un piano dedans, sur le label Buda Music, avec une pochette conçue par Djamel Tatah.
En avril 2025 paraît son septième album, Amour Colosse, produit par J. P. Nataf.

## Discographie

### Collaborations
- Julien Doré : 
  - Ersatz (2008)

- Fantaisie Littéraire : 
  - album collectif (2008)

- Camélia Jordana : 
  - album Camélia Jordana (2010)
  - Dans la peau (2014)

- L : 
  - Premières Lettres (2008)
  - Initiale (2011)

- Grand Corps Malade : 
  - Il nous restera ça

- Adrien Mondot : 
  - Piano Piano

## Filmographie
- 2009 : Sous le piano de ma mère (court métrage) de Lou Assous
- 2011 : Anticyclone (court métrage) de Saul O. Torheim
- 2011 : Rives d'Armel Hostiou
- 2011 : Port à l'Anglais (documentaire) de Thierry Scharf
- 2018 : Johnny (court métrage) de Jerome Casanova
- 2021 : Robuste de Constance Meyer

## Distinctions

### Récompenses
- 2006 : « coup de cœur de la chanson » de l'Académie Charles-Cros[7]
- 2006 : prix Variétés de la fondation Diane et Lucien Barrière[7]
- 2009 : prix de l'Académie Charles-Cros[réf. nécessaire]
- 2014 : Prix Raoul-Breton[réf. nécessaire]
- 2015 : Grand prix de l'Académie Charles-Cros pour Cristal Automatique.[réf. nécessaire]
- 2017 : prix des Indés, « Prix spécial du Jury »[réf. nécessaire]

### Nominations
- 2007 : nomination aux Victoires de la musique dans la catégorie « Album révélation de l'année »[7]
- 2007-2008 : finaliste à l’International Songwriting Competition[réf. nécessaire]
- 2009 : nomination au Prix Constantin[réf. nécessaire]